# Ken Bones
Ken Bones, (nacimiento: Dartford, Kent) actor inglés. Es miembro de la Royal Shakespeare Company.

## Carrera

### Teatro
Desde 1971 a 1973, Bones entrenó en RADA, donde ganó el Diploma de Honor, el Premio Ronson, el Premio Kendal, el Premio Poel y el Premio John Barton. Su primera aparición profesional en el escenario fue en enero de 1974 en The Odd Couple at Crewe como Roy. Sus otras apariciones en esa temporada incluyeron a Wick en Little Malcolm, Vincent Crummles en Nicholas Nickleby y el Dr. Hennessey en el Conde Drácula . 
Entre 1974 y 1975, Bones fue miembro de la Prospect Theatre Company, participando en la gira nacional de la compañía en lugares como el Festival de Edimburgo y el Roundhouse de Londres, interpretando a Gower en Henry IV y Henry V con Timothy Dalton, y el Narrador en la roca Peregrino musical con Paul Jones y Peter Straker. 
Bones se unió al Teatro Marlowe en Canterbury en 1976, y con quien interpretó a Ernst Ludwig en Cabaret, Mr Shanks en Habeas Corpus, Trofimov en The Cherry Orchard, Milo Tindal en Sleuth y Curly Delafield en Knuckle. En 1977 realizó una gira con la compañía educativa Mermaid Theatre 'The Molecule Club' que enseña ciencias a los niños. En 1978, Bones interpretó a Lucifer en el primer renacimiento moderno de The Lincoln Mystery Cycle en la Catedral de Lincoln. 
Durante 1978 se unió a Southern Exchange Theatre Company, establecida por Charles Savage para proporcionar teatro regional para teatros cívicos sin compañías de repertorio residentes que tocan en el Teatro Wyvern en Swindon, el Hexágono en Reading y el Faro en Poole. Con esta compañía interpretó a Ramble en Lock Up Your Daughters, Leonard en Time and Time Again, Saul Hodgkin en The Ghost Train, Alec Kooning en Dear Janet Rosenberg. ., The Man in Chekov's The Lady with the Little Dog y Bob Cratchit en A Christmas Carol. 
En 1979, Bones interpretó al conde de Warwick en Saint Joan, Eilert Loevborg en Hedda Gabler con Gayle Hunnicutt y John en Absent Friends. En 1980 apareció en una gira nacional de Woyzeck con la compañía de teatro Foco Novo tocando el tambor mayor. 
Su otro aspecto etapa incluye la Duke en tragedia del Revenger y el Dr. Klein en su piel desnuda para el Teatro Nacional, y, para la Royal Shakespeare Company ha aparecido en 21 obras de teatro, entre ellos Antonio y Cleopatra, La tempestad, Otelo, La Duquesa de Malfi, Macbeth, The Winter's Tale, Cyrano de Bergerac, Les Liaisons Dangereuses, Tamburlaine, Much Ado About Nothing y King Lear.
En Londres 's West End Huesos ha aparecido en uno nunca sabe, puertas comunicantes, Becket, La resistible ascensión de Arturo Ui y Antonio y Cleopatra ; y para otros teatros Design for Living, valores relativos, As You Like It, el sueño de una noche de verano Doctor Fausto con Ben Kingsley y Sir Thomas More.

### Cine y televisión
La primera aparición televisiva de Bones fue en la BBC Jubilee Play "A Day in the Life" de Ray Connolly, en 1977. En 1980 apareció en un episodio de Fox como Kemble. Bones interpretó al sargento Parkes en un episodio de Spearhead (1981), desempeñó un pequeño papel en la serie 3 de la serie de televisión de larga duración, The Bill (1987), Paul Roussillon en Bergerac (1988) y un superintendente en London's Burning (1988). También en 1988, Bones interpretó al médium victoriano Robert James Lees en Jack the Ripper de ITV, protagonizada por Michael Caine, que fue un gran éxito de audiencia en todo el mundo. Su primer largometraje fue Bellman y True (1987) dirigida por Richard Loncraine y protagonizada por Bernard Hill . El crítico de cine del New York Times dijo que "Bones hace un debut en la pantalla memorable como el acosador Gort". En 1995, Bones interpretó a Toussant en la película Cutthroat Island, y en 1998 hizo apariciones en Dangerfield y Cold Feet. Interpretó al Almirante Bill Wilson en la película de 1999 Wing Commander, y en 2001 interpretó a Banquo en una película para televisión de Macbeth de la Royal Shakespeare Company, protagonizada por Antony Sher como Macbeth. La película fue la versión televisada de un espectáculo que tuvo un gran éxito en Gran Bretaña, Japón y Estados Unidos.  
En 2002, Bones interpretó a Keith Burns en un episodio de Spooks y en 2003 apareció en Casualty como Robbie. Sus papeles en 2004 incluyen a Hippasus en la película Troy protagonizada por Brad Pitt, el Sr. Mansell en Heartbeat y el Comisionado Asistente Bob Mullen en New Tricks.
Durante los últimos años, Bones ha aparecido en Doctors (2007), Holby City (2008 y 2010) y The Bill (1987-2009) como DCI Ted Ackroyd, así como en la película Perfect Hideout (2008) protagonizada por Billy Zane. En 2009, interpretó a Erasmus en Henry VIII: La mente de un tirano, y en 2011 apareció en la serie de seis partes The Hour . También ha interpretado a un personaje llamado Sethius en la popular serie de televisión CBBC Young Dracula. 
Ken Bones interpreta a Lord Halifax, Secretario de Relaciones Exteriores británico de 1938 a 1940, en la Temporada 2 de Arriba y Abajo de 2012, la serie de televisión británica de 2010. 
Apareció en el Especial del 50.º aniversario de Doctor Who, El día del doctor como The General en 2013, y repitió el papel en el final de la serie 9, Hell Bent (2015) antes de pasar el papel a T'Nia Miller. Bones interpretó al Publican No. 7 en The World's End (2013), y el mismo año se anunció que se había unido al elenco de Atlantis. Su aparición cinematográfica más reciente fue como escriba egipcio en la épica Éxodo de 2014: dioses y reyes. En 2016, apareció en la serie de televisión Medici: Masters of Florence. 
En 2017, Bones apareció en la serie de televisión de la BBC, el episodio 5.3 del Padre Brown "La víspera de San Juan" como un brujo, Eugene Bone. Jugó el cardenal Leto el enviado papal en Versalles (2018).

## Filmografía
- Bellman y True (1987) - Gort
- Jack the Ripper (1988, Serie de TV) - Robert James Lees
- Split Second (1992) - Experto forense
- La isla del asesino (1995) - Toussant
- Policía 2020 (1997) - Comandante Johnson
- Wing Commander (1999) - Almirante Bill Wilson
- Troya (2004) - Hippasus
- Hermanos de la cabeza (2005) - Henry Couling
- Contrato final: Muerte en el parto (2006) - Hillman
- Demasiado joven (2007) - Sir Reginald Morris
- Escondite perfecto (2008) - Roth
- El fin del mundo (2013) - Publican 13
- Caminando con el enemigo (2013) - Samuel Stern
- Éxodo: dioses y reyes (2014) - Escriba de Ramsés